# Глаженье

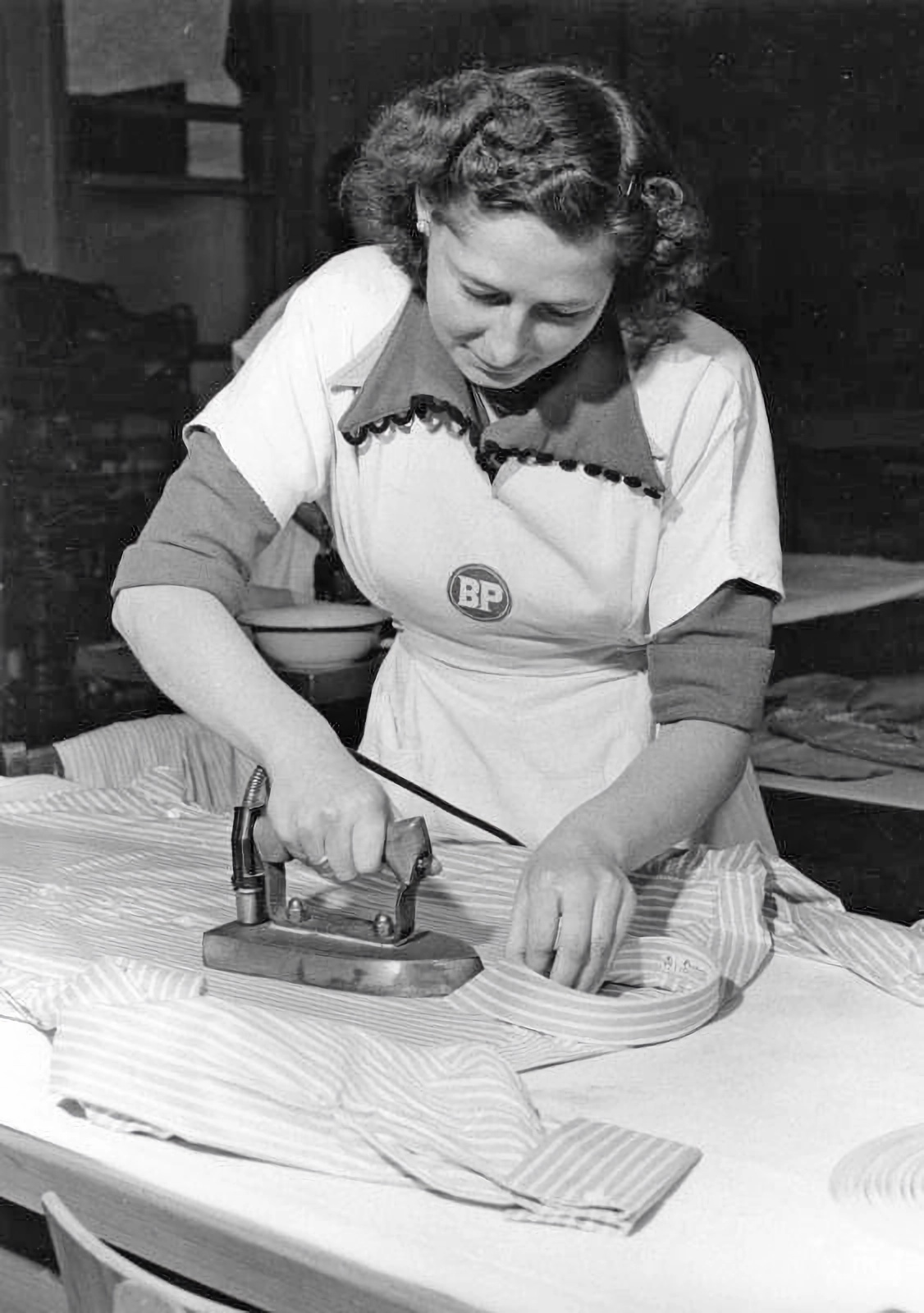
Глаженье мужской рубашки электроутюгом (1953 год)

Гла́женье (гла́жка) — процесс, при котором ткань приобретает гладкую поверхность путём её прессования разогретой плоскостью (например, подошвой утюга или валом гладильного катка). Глажка, как правило, производится после стирки и последующей сушки тканевого изделия.

## Первые утюги и гладильные машины

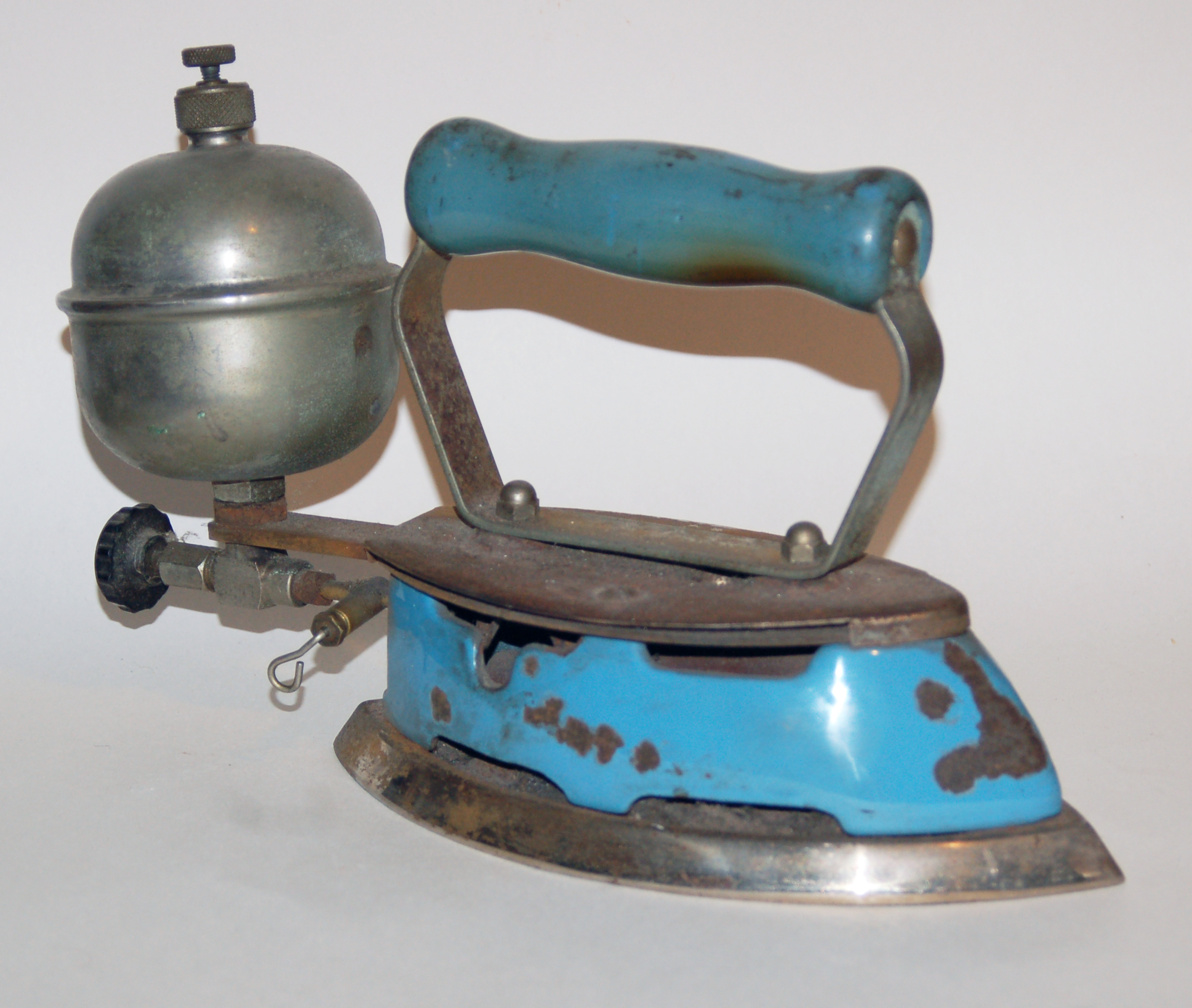
Газовый утюг с баллоном

Для нагревания утюгов служили особые печи. Для того, чтобы утюги дольше оставались горячими, внутри них устраивалось нечто вроде небольшого очага, наполняемого древесным углём. Однако, выпадающая из таких утюгов зола, а также выделяющийся дым представляют часто неудобства. Этого избегали, устанавливая внутри утюга спиртовые лампы, причём утюг был вращающимся и двухсторонним, так что пока одна сторона гладила, другая нагревалась. Вместо спиртовых ламп могли употребляться газовые горелки, устроенные на манер Бунзеновских; при этом утюг соединялся с газопроводным краном с помощью длинной каучуковой трубки. Американские утюги для портных устраивались так, что ручка утюга легко снималась и служила для нескольких утюгов.
Гладильные машины состояли из двух, друг над другом поставленных, полых, стальных, хорошо отполированных барабанов, отопляемых древесным углем, и вращающихся с разными скоростями. Пропускаемое между ними белье одновременно высушивалось и гладилось. Машина гладила в 1 час 200—250 метров белья, причём не требовалось предварительного катания; но для вещей, имеющих большие пуговицы или много крупных складок, машина не подходила.
Для придачи белью блеска (глянца) употребляли либо особые утюги, либо же в крахмал добавляли воск или бура.

## Современные бытовые устройства

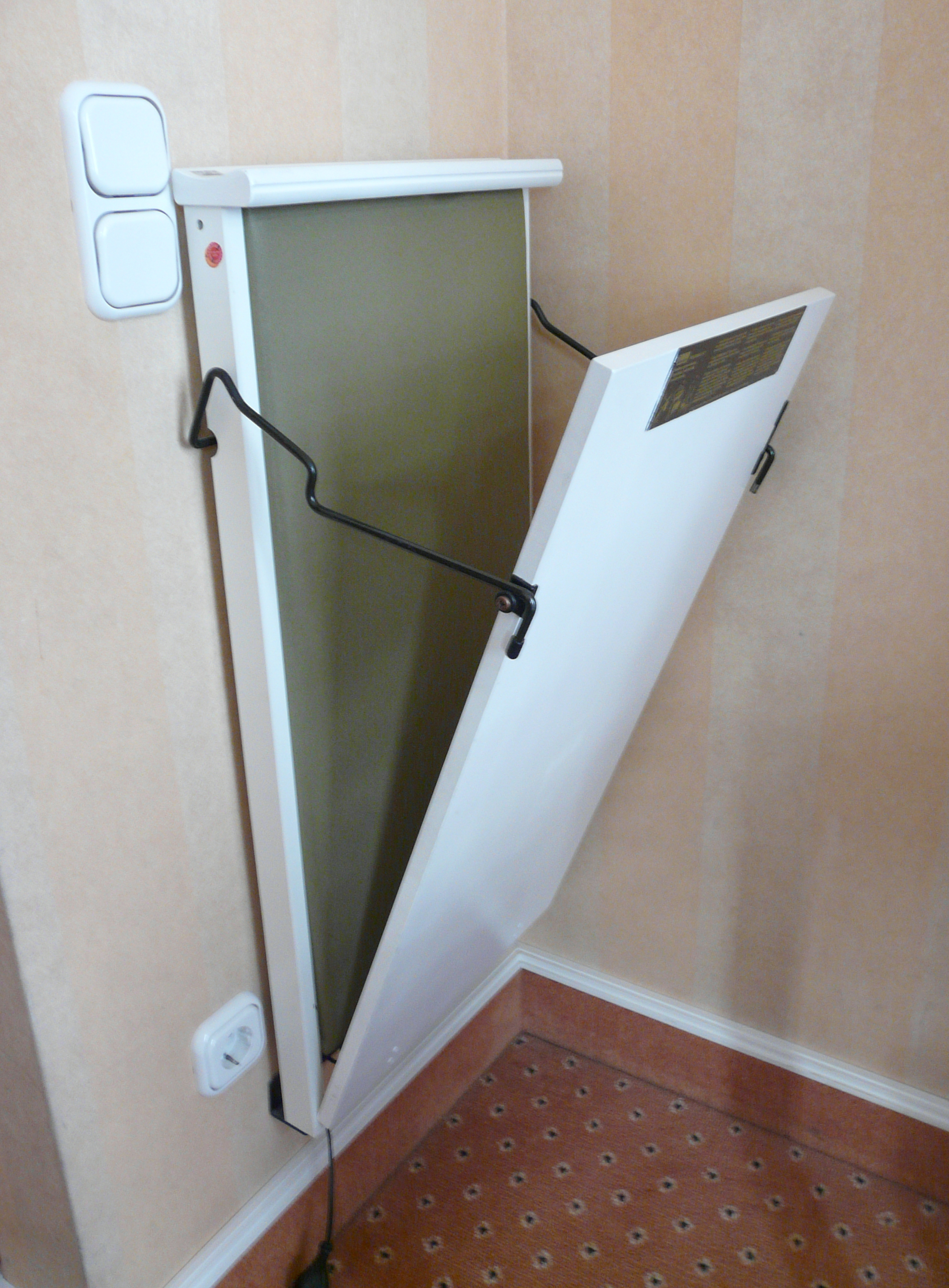
Бытовой электрический настенный вертикальный гладильный пресс

Современные бытовые утюги, как правило, электрические и имеют большое количество функций. При использовании функции увлажнения разогретым паром, мелкие складочки ткани смягчаются и сильнее поддаются разглаживанию, а при использовании специальной жидкости для глажения, пар становится еще эффективнее и, кроме того, придает белью нежный аромат и мягкость. Некоторые утюги оснащены функцией «вертикального отпаривания», что позволяет производить глажение в вертикальном положении.
Подошва утюга может быть изготовлена из:
- Алюминия. Утюг с подошвой из алюминия быстро нагревается и быстро остывает, но у такого утюга есть существенный недостаток — подошва царапается. В начале XXI века начали выпускаться утюги с тефлоновым покрытием алюминиевой подошвы[1][2], а также отдельные съёмные тефлоновые насадки к ним[3][4].
- Нержавеющей или хромированной стали. Утюги с подошвой из нержавеющей стали или хромированной стали легко скользят по ткани, хорошо чистятся, очень прочны. К их недостаткам можно отнести относительно больший вес и относительно медленное нагревание и остывание.
- Керамики или металлокерамики. Утюги из керамики обеспечивают лучшее скольжение, но керамическое покрытие достаточно хрупкое.

## Современные промышленные устройства

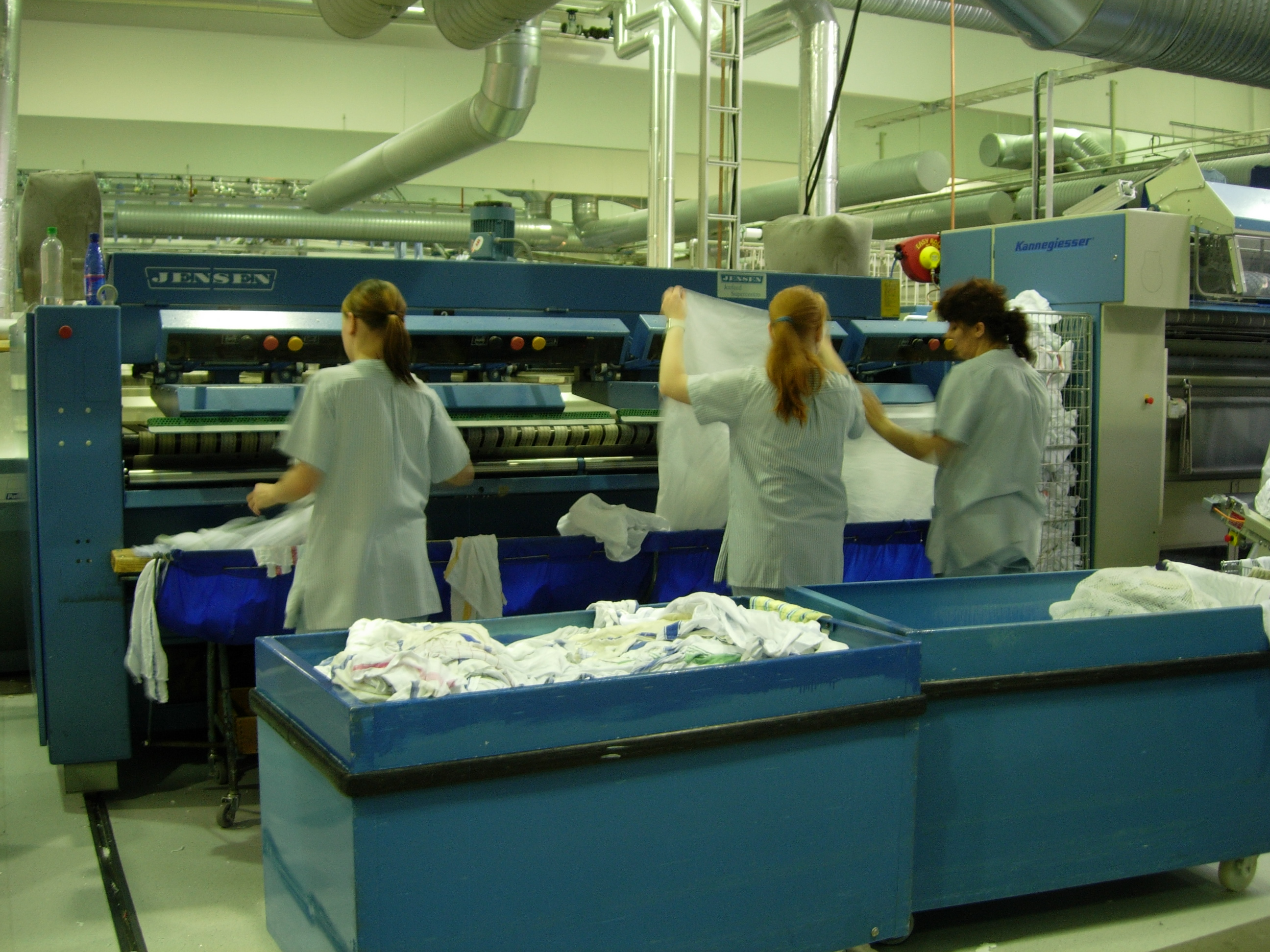
Глажение на каландрах

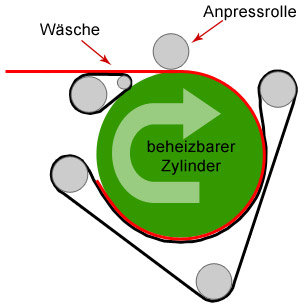
Схематическое изображение принципа действия каландра, и отличие от гладильных катков. Красным изображено проглаживаемое изделие

В химчистках, прачечных и мини-прачечных больниц, роддомов, войсковых частей, гостиниц, санаториев, детских садов применяются промышленные гладильные катки, каландры, гладильные прессы, пароманекены. Обычно они, кроме пароманекенов, предназначены для глажения прямого белья (хотя существуют и катки для глажения фасонного белья). Для глаженья изделий могут применяться также утюги (промышленные).
Глаженье, в частности в СССР, входило в профессиональные обязанности машиниста по стирке и ремонту спецодежды.

## Символы глаженья на ярлыках текстильных изделий
На ярлыках текстильных изделий указываются символы, регламентирующие правила их обработки. Для глаженья это знак в виде утюга.
|  | Глаженье при температуре подошвы утюга до 200 °C — соответствует символу в виде трёх точек на терморегуляторе утюга                                                                                    |
|  | Глаженье при температуре подошвы утюга до 150 °C — соответствует символу в виде двух точек на терморегуляторе утюга                                                                                    |
|  | Глаженье при температуре подошвы утюга до 110 °C — соответствует символу в виде одной точки на терморегуляторе утюга. Глажение с паром может вызвать необратимые повреждения обрабатываемого материала |
|  | Глаженье запрещено |
|  | Глаженье разрешено |
|  | Глаженье без пара. Глажение с паром может вызвать необратимые повреждения обрабатываемого материала |
|  | Глаженье с увлажнением |